# Modern Soul Band
Die Modern Soul Band (kurz MSB) ist eine deutsche Soul- und Jazzrockband, die 1968 in der DDR gegründet wurde. Die Besetzungslisten seit Bestehen der Band umfassen über 40 Musiker.

## Bandgeschichte
Nachdem in der DDR die Music-Stromers mit einem Auftrittsverbot belegt worden waren, gründete im Juli 1968 Gerhard Hugo Laartz mit Eugen Hahn (Bass), Andy Altenfelder (Trompete), Jürgen Fritsch (Saxophon), Klaus Nowodworski (Gesang), Günter Dobrowolski (Gitarre) und Gunther Wosylus (Schlagzeug) das Modern Septett. Heimstatt der jungen Band war der Ost-Berliner Fredersdorfer Klub (offiziell: Jugendclub Freundschaft) in der Nähe des heutigen Ostbahnhofs. Dort versammelten sich Musikliebhaber, die wenig für Beatmusik und den typischen Rocksound der DDR übrig hatten. Anfangs spielte die Band meist Coverversionen von Blood, Sweat & Tears und Chicago, bis in den 1970er-Jahren auch eigene Songs entstanden. Damit war die Band zu dieser Zeit die einzige DDR-Band, die Soul und Jazzrock spielte. Soulmusik war „in der DDR damals noch ganz neu und modern“. Nachdem Posaunist Conny Bauer hinzugekommen war und für Wosylus, der zu den Puhdys wechselte, Karl-Jürgen Rath ans Schlagzeug gekommen war, wurde die Gruppe Modern Soul Band genannt. Im selben Jahr verließen auch Altenfelder und Dobrowolski die Band. Ersetzt wurden sie durch Jochen Gleichmann (Trompete, verstorben am 28. November 2018), der schon bei den Music-Stromers dabei war, und Hansi Biebl. Neben Nowodworski sangen zwischen 1973 und 1978 Regine Dobberschütz und anschließend Barbara Kuster und Gonda Streibig.
Nach ersten Rundfunkproduktionen folgte 1970 ein einmonatiges Gastspiel im Berliner Friedrichstadtpalast. 1972 ging Biebl zu Veronika Fischer und Band, und für ihn wechselte Eberhard Klunker in die Band. 1973 kam an Stelle von Bauer, der sich ausschließlich dem Jazz widmen wollte, Dagobert Darsow. 1973 und 1977 fusionierte die Modern Soul Band zeitweilig für längere Tourneen mit der Klaus-Lenz-Band zur Klaus Lenz Modern Soul Big Band. Die Modern Soul Band zählte zu den meistproduzierten Bands beim DDR-Rundfunk; die erste Live-LP bei Amiga erschien 1977. Tourneegäste waren unter anderem Veronika Fischer, Uschi Brüning, Stefan Diestelmann, Helmut Forsthoff und Ernst-Ludwig Petrowsky. Die Gruppe spielte insgesamt eine wichtige Rolle für die Entwicklung der DDR-Rockmusik.
Beim 15-jährigen Jubiläum 1983 feierten als Gäste Angelika Weiz, Rosay Wortham (USA) sowie Peter Herbolzheimer aus der Bundesrepublik Deutschland mit. 1984 gewann sie auf dem Internationalen Schlagerfestival Dresden mit dem Titel Ideale den zweiten Preis beim „Grand Prix“ sowie den Pressepreis. Die Band war bald darauf nicht mehr nur in der DDR erfolgreich, sondern ab 1986 auch auf Auslandstourneen. Nach der Wende fing die Gruppe nach kurzer Pause 1991 wieder an; nun konnten erstmals alle Texte in alter Soultradition auf Englisch interpretiert werden – anders als zuvor mit zensierten, deutschen Texten. Ab 1994 arbeitete die Modern Soul Band in fast konstanter Besetzung. Im Juli 1999 kehrte der ursprüngliche Sänger Klaus Nowodworski wieder zurück. Nachdem er 2001 gestorben war, kam für ihn Dirk Lorenz als neuer Frontmann.
Am 7. und 8. September 2003 feierte die Band gemeinsam mit vielen Ehrengästen wie Uschi Brüning, Conny Bauer, Ernst-Ludwig Petrowsky, Klaus Lenz und Reinhard Lakomy ihr 35-jähriges Bühnenjubiläum, zu dem eine DVD erschien. Die 2004 veröffentlichte CD Soul Time Live entstand aus einem Live-Mitschnitt im Dezember 2003. 2007 erschien die Single Sommer in Berlin.
Im März 2008 veröffentlichte MSB das Porträt Highway Rock – 40 Years Modern Soul Band, wobei fast ausschließlich bisher unveröffentlichte Titel auf der CD zu finden sind. Höhepunkte waren am 11. und 12. Juli 2008 die Konzerte mit Gästen anlässlich des 40. Jahrestages des Bestehens der Band. Dies wurde auf einer DVD und Doppel-CD festgehalten und veröffentlicht.
2011 verließen Roger Heinrich (Schlagzeug), Carsten Muttschall (Bass) und Jens Jensen (Gitarre) die Band und wurden durch Mathias Fuhrmann, Jörg Dobersch und Wolfgang Nicklisch ersetzt. Außerdem kam Sänger André Siodla neu zur Modern Soul Band.

## Diskografie

### Langspielplatten
- 1976: Modern Soul Band (Amiga)
- 1979: Meeting (Amiga)
- 1987: Berliner Song (Amiga)

### CD
- 1991: Moods (Rockwerk)
- 1998: Rolling Man
- 2003: 35 Jahre MSB
- 2004: Soultime – live (Töne)
- 2007: Sommer in Berlin (Groovebusters Records)
- 2008: Highway Rock – Das Porträt (Choice Of Music)
- 2008: 40 Jahre MSB – live in Berlin (Edel Kultur)
- 2012: Niemals (Groovebusters Records)
- 2018: Himmel und Hölle (MARA Records)